# Howard L. Quilling
Howard Lee Quilling (Enid, 16 december 1935 – Bakersfield, 26 februari 2016) was een Amerikaans componist en muziekpedagoog.

## Levensloop
Quilling studeerde aan de University of Southern California in Los Angeles en aan de California State University aldaar. Tot zijn docenten behoorden onder anderen Ingolf Dahl. Zijn studies voltooide hij en promoveerde aan de Universiteit van Californië - Santa Barbara tot Ph.D. (Philosophiæ Doctor) in 1984.
Vanaf 1971 was hij docent en later professor aan de California State University - Bakersfield. In 1996 ging hij met pensioen.
Als componist heeft hij voor verschillende genres geschreven.

## Composities

### Werken voor orkest
- 1979 · Music, voor gitaar en strijkers
- 1982 · Textures, vier miniaturen voor orkest

### Werken voor harmonieorkest
- 1967 · Intermezzo
- 1968 · Introspections
- 1970 · Suite, voor altsaxofoon en harmonieorkest
- 1973 · Symfonie, voor harmonieorkest
  1. Moderate, attacca:
  2. Very slow
  3. Scherzo
  4. Moderately fast
- Chardy, voor koperensemble en harmonieorkest
- Diversions, voor harmonieorkest

### Werken voor koor
- 1973 · The Clouds of night are passed away, voor gemengd koor en piano - tekst: anoniem vanuit de 12e eeuw - Engelse vertaling: G. R. Woodward
- 1983 · Two anthems, voor gemengd koor piano (of orgel)
- 1985 · O Thou, who art the shepherd, voor gemengd koor en orgel - tekst: John W. Shackford
- 1986 · Upon a wintery night, voor gemengd koor en orgel - tekst: Frank VonChristierson

### Vocale muziek
- 1958 · Two songs of Rupert Brooke, voor zangstem en piano
- 1967 · That holy thing, voor zangstem en accordeon - tekst: George MacDonald
- 1980 · What will you do on Tuesday, love?, voor zangstem en piano - tekst: Howard Zimmerman
- 1987 · Two love songs, voor sopraan, dwarsfluit, klarinet, gitaar, altviool en contrabas - tekst: Howard Zimmerman
- 1993 · The Earth Remembers, zangcyclus voor sopraan, gemengd koor en piano (of orkest) - tekst: Nancy Edwards
  1. The Earth Remembers
  2. Prayer for the Departed Flower Woman
  3. Western October
  4. Afterglow
- Equepoise, voor zangstem en piano - tekst: Phil Penningroth
- Remembrance, voor sopraan en orkest
- September Love, voor sopraan, klarinet en piano

### Kamermuziek
- 1974 · Trio, voor viool, cello en piano
- 1980 · Sonatina, voor dwarsfluit en gitaar
- 1981 · Interplay, voor dwarsfluit, marimba en slagwerk
- 1981 · Octet in three movements, voor klarinet, fagot, hoorn en strijkkwintet
- 1982 · Fantasy, voor klarinet en piano
- 1982 · Trio, voor dwarsfluit, altviool en gitaar
- 1986 · Interplay II, voor dwarsfluit en harp
- 1988 · Three for Three
- 1992 · Sonate, voor klarinet in A en piano
- 2003 · Trio, voor viool, altviool en cello (won de 1e prijs tijdens de "William Lincer Foundation Chamber Music Competition" in 2003)
- 2003 · Wind Quartet, voor blaaskwartet
- 2006 · Quintet for Winds, voor blaaskwintet
- 2008 · Wind Quintet, voor blaaskwintet
- 2009 · Wind Quintet No. 2, voor blaaskwintet
- Four Pieces for Five Brass, voor koperkwintet
- Sonate, voor klarinet en piano

### Werken voor orgel
- 1973 · Meditation on "Mary of Graces"
- 1973 · Meditation on "Mary's visit to the tomb of Christ"
- 1975 · Prelude "O God, Thou Art the Father"
- 1976 · Chorale
- 1978 · Service sonata
- 1980 · Orgelsonate nr. 2
- 1982 · Christmas sonata
- 1982 · Little organ pieces
- 1984 · Christ is the world's redeemer - a meditation
- Prelude and Aria

### Werken voor piano
- 1969 · Sonate nr. 2
- 1971 · Coterie
- 1975 · Sonate nr. 3
- 1983 · Lenten preludes
- 1987 · Prelude, chaconne and toccata
- 1992 · Sonate nr. 4
- Coterie number 7

## Publicaties
- An Analysis of Olivier Messiaen's "Couleurs de la cite celeste", Thesis (Ph.D.) University of California, Santa Barbara, 1984. 40 p.